# 2ª Armata corazzata delle guardie
La 2ª Armata corazzata delle guardie (in russo 2-я гвардейская танковая армия?, 2-ja gvardejskaja tankovaja armija) era una formazione dell'Armata Rossa che partecipò con un ruolo spesso decisivo ad alcune delle grandi battaglie durante la campagna sul fronte orientale della seconda guerra mondiale.
Costituita da due corpi carri e un corpo meccanizzato, era totalmente motorizzata e disponeva di un numero di mezzi corazzati variabile tra i 600 e gli 800. Durante la guerra i suoi carri armati percorsero oltre 6 000 chilometri e liberarono 3 750 centri abitati, tra cui 49 grandi città; l'armata rivendicò la distruzione nel corso della guerra di circa 3 700 carri e cannoni d'assalto tedeschi.

## Storia
Costituita nel gennaio 1943 nel quadro del grande programma di ricostituzione e riorganizzazione delle forze meccanizzate dell'Armata Rossa, partecipò, al comando del generale Aleksej Grigor'evič Rodin, alla fase finale dell'offensiva invernale sovietica del 1942-43 ma non ottenne inizialmente grandi successi. Durante la battaglia estiva di Kursk, contribuì a fermare l'offensiva dei mezzi corazzati tedeschi nel settore settentrionale del saliente. A partire dal 1944, sotto il comando dell'abile generale Semën Il'ič Bogdanov, divenne una delle formazioni mobili più efficienti sovietiche e si distinse nelle grandi offensive invernali nel settore meridionale del fronte. In particolare i carri della 2ª Armata corazzata guidarono la grande offensiva del 2º Fronte Ucraino del maresciallo Ivan Konev, la famosa "marcia del fango", superarono ogni ostacolo e attraversarono una serie di grandi fiumi tra cui il Bug Orientale e il Dniestr, raggiungendo all'inizio di aprile 1944 il confine con la Romania.

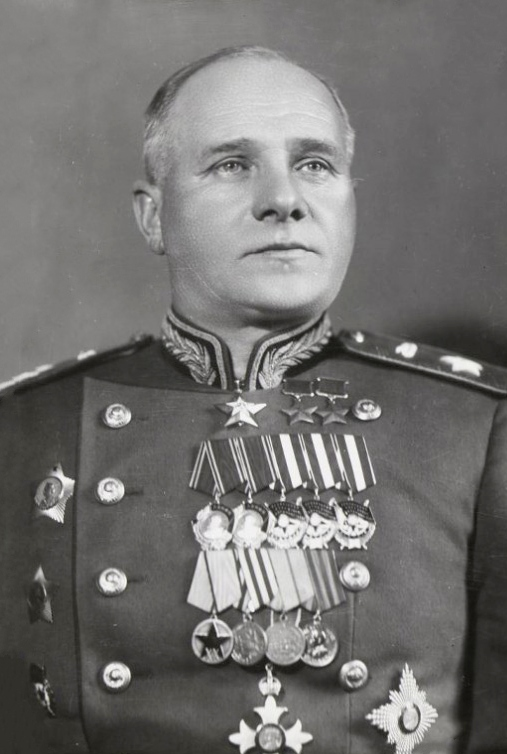
Il generale Semën Il'ič Bogdanov, comandante della 2ª Armata corazzata delle guardie dall'agosto 1943 alla fine della guerra

Nell'estate 1944 l'armata corazzata, potenziata con un gran numero di carri armati moderni, venne trasferita nel settore centrale del Fronte orientale, alle dipendenze del 1º Fronte Bielorusso del generale Konstantin Rokossovskij e partecipò alla rapida avanzata successiva all'operazione Bagration. Nel corso della cosiddetta offensiva Lublino-Brest la 2ª Armata corazzata, sempre guidata dal generale Bogdanov ed equipaggiata con oltre 750 carri, avanzò a grande velocità e occupò con una brillante manovra Lublino arrivando fino alla porte di Varsavia, dove però venne costretta a passare sulla difensiva per contrastare il contrattacco delle riserve mobili tedesche. Dopo pesanti scontri e ingenti perdite, l'armata riuscì a bloccare la controffensiva nemica alle porte della capitale polacca e venne temporaneamente ritirata nelle retrovie per essere riequipaggiata. In queste battaglie lo stesso generale Bogdanov venne seriamente ferito e temporaneamente sostituito dal capo di stato maggiore generale Aleksej Radzevskij. Nel novembre 1944, in riconoscimento dei suoi brillanti successi nella campagna dell'estate 1944, ricevette il titolo onorifico di unità "delle guardie".
Nell'ultimo anno di guerra la 2ª Armata corazzata delle guardie, tornata sotto il controllo del generale Bogdanov, divenne una delle due formazioni di punta, insieme alla 1ª Armata corazzata delle guardie, del 1º Fronte Bielorusso, passato al comando del maresciallo Georgij Žukov, guidando la travolgente avanzata dell'operazione Vistola-Oder e prendendo parte a tutte le fasi della battaglia di Berlino. I carri armati del generale Bogdanov avanzarono fino alla periferia settentrionale della città, contribuirono al suo accerchiamento e infine presero parte ai difficili combattimenti nell'area urbana. I mezzi corazzati dell'armata furono i primi a entrare dentro Berlino nel settore nord e finirono vittoriosamente la guerra raggiungendo il Tiergarten e la Porta di Brandeburgo.
Dopo la seconda guerra mondiale, la 2ª Armata corazzata delle guardie rimase sul suolo tedesco nell'ordine di battaglia del Gruppo di forze sovietiche in Germania per tutta la Guerra fredda e costituì sempre una delle formazioni più potenti e preparate dello schieramento del Patto di Varsavia, equipaggiata con i materiali più moderni e pronta a sferrare l'attacco nel settore settentrionale della Bassa Sassonia. Dopo la fine della guerra fredda l'armata venne richiamata in patria dove venne riorganizzata come armata di fanteria nel 1993 e sciolta definitivamente nel 1998.
Nel settembre 2001 è stata riattivata presso l'ex quartier generale del Distretto militare del Volga, nell'ambito della prima riforma Putin dell'esercito russo, con la denominazione di 2ª Armata combinata delle guardie.

## Ordine di battaglia nel 1945[2]
- Quartier generale
- 9º Corpo corazzato delle guardie
- 12º Corpo corazzato delle guardie
- 1º Corpo meccanizzato
  -  6º Reggimento carri pesanti delle guardie
  - 50º Reggimento motociclisti delle guardie
  -  16º Battaglioni motociclisti delle guardie